# Tomaso Catullo
Tomaso Antonio Catullo (Belluno, 9 luglio 1782 – Padova, 13 aprile 1869) è stato un naturalista, geologo e zoologo italiano.

## Biografia
Studiò medicina, matematica e chimica all'Università di Padova, senza tuttavia laurearsi.
Nel 1811 divenne professore di storia naturale e chimica nel Liceo di Belluno.
Nel 1822 gli fu intitolato un istituto superiore nella sua città natale.
Nel 1829, per meriti scientifici, ottenne la cattedra di storia naturale dell'Università di Padova, carica che mantenne fino al 1851, anno del suo pensionamento, cedendo la cattedra al fisiologo Raffaele Molin. 
Nel 1836, la facoltà di medicina gli conferì la laurea honoris causa e lo nominò suo preside.
Fu Magnifico Rettore dell'Università di Padova nel 1843 - 1844 e membro delle più importanti accademie mediche e scientifiche dell'epoca.
Dal 1840 fu socio dell'Accademia Nazionale delle Scienze.
Fu autore di oltre 100 pubblicazioni scientifiche riguardanti la geologia, la mineralogia, la paleontologia, la zoologia.
Parte dei suoi libri sono conservati nel fondo a lui intitolato presso la Biblioteca universitaria di Padova.
L'amico poeta Sebastiano Barozzi lo inserisce tra i personaggi reali del suo monumentale poema risorgimentale Cronaca del popolo durante la redenzione d'Italia, descrivendolo così: «ampia la fronte avea grandi le ciglia / nero l'occhio e raccolto, e il crine spanto: / alla vista, all’età ti rassomiglia / un filosofo, un grande, un dotto, un santo».

## Opere
- Manuale mineralogico (1812).
- Zoologia fossile delle province venete (1827).
- Sulle argille delle Alpi (1837).
- Trattato sopra la costituzione geognostica-fisica dei terreni (1837).
- Sulle caverne delle province venete (1844).
- Prodromo di geognosia paleozoica delle Alpi Venete (1847).